# Vladimir Ljubomudrov
Vladimir Ljubomudrov (Solnečnogorsk, 12 ottobre 1939 – 27 marzo 2020) è stato un regista sovietico.

## Filmografia parziale

### Regista
- Išči vetra... (1978)
- Pervaja konnaja (1984)